# LISA+
LISA+ ist ein Softwarepaket zur Planung von Lichtsignalanlagen. Es dient Verkehrsingenieuren zur Planung und Bewertung von Lichtsignalsteuerungen für Einzelknoten, für Grüne Wellen sowie für Straßennetze. Die integrierte Verkehrssimulation der geplanten Steuerung erlaubt eine Beurteilung der Verkehrsabläufe.